# Amazonsaurus
Amazonsaurus là một chi khủng long, được Carvalho Avilla & Salgado mô tả khoa học năm 2003.